# Laigny
Laigny és un municipi francès situat al departament de l'Aisne i a la regió dels Alts de França. L'any 2007 tenia 231 habitants.

## Demografia

### Població
El 2007 la població de fet de Laigny era de 231 persones. Hi havia 85 famílies de les quals 21 eren unipersonals (17 homes vivint sols i 4 dones vivint soles), 30 parelles sense fills, 21 parelles amb fills i 13 famílies monoparentals amb fills.
La població ha evolucionat segons el següent gràfic:
Habitants censats

### Habitatges
El 2007 hi havia 103 habitatges, 85 eren l'habitatge principal de la família, 10 eren segones residències i 8 estaven desocupats. Tots els 103 habitatges eren cases. Dels 85 habitatges principals, 68 estaven ocupats pels seus propietaris, 15 estaven llogats i ocupats pels llogaters i 2 estaven cedits a títol gratuït; 10 tenien tres cambres, 21 en tenien quatre i 54 en tenien cinc o més. 64 habitatges disposaven pel capbaix d'una plaça de pàrquing. A 43 habitatges hi havia un automòbil i a 32 n'hi havia dos o més.

### Piràmide de població
La piràmide de població per edats i sexe el 2009 era:
| Homes | Edats   | Dones |
| ----- | ------- | ----- |
| 0     | 95 o +  | 0     |
| 0     | 90 a 94 | 4     |
| 4     | 85 a 89 | 4     |
| 4     | 80 a 84 | 0     |
| 0     | 75 a 79 | 4     |
| 12    | 70 a 74 | 28    |
| 4     | 65 a 69 | 4     |
| 0     | 60 a 64 | 4     |
| 4     | 55 a 59 | 0     |
| 4     | 50 a 54 | 8     |
| 16    | 45 a 49 | 4     |
| 8     | 40 a 44 | 12    |
| 8     | 35 a 39 | 8     |
| 0     | 30 a 34 | 0     |
| 0     | 25 a 29 | 0     |
| 8     | 20 a 24 | 8     |
| 8     | 15 a 19 | 4     |
| 20    | 10 a 14 | 8     |
| 8     | 5 a 9   | 0     |
| 8     | 0 a 4   | 0     |

## Economia
El 2007 la població en edat de treballar era de 146 persones, 105 eren actives i 41 eren inactives. De les 105 persones actives 87 estaven ocupades (57 homes i 30 dones) i 18 estaven aturades (11 homes i 7 dones). De les 41 persones inactives 14 estaven jubilades, 13 estaven estudiant i 14 estaven classificades com a «altres inactius».

### Ingressos
El 2009 a Laigny hi havia 85 unitats fiscals que integraven 211 persones, la mediana anual d'ingressos fiscals per persona era de 16.026 €.

### Activitats econòmiques
Dels 8 establiments que hi havia el 2007, 4 eren d'empreses de construcció, 2 d'empreses de comerç i reparació d'automòbils i 2 d'empreses de serveis.
Dels 4 establiments de servei als particulars que hi havia el 2009, 2 eren paletes i 2 electricistes.
L'any 2000 a Laigny hi havia 19 explotacions agrícoles que ocupaven un total de 780 hectàrees.

## Poblacions més properes
El següent diagrama mostra les poblacions més properes.